# Turn- und Sportverein München von 1860 2013-2014
Questa voce raccoglie le informazioni riguardanti il Turn- und Sportverein München von 1860 nelle competizioni ufficiali della stagione 2013-2014.

## Stagione
Per questa stagione l'obiettivo della società è ben definito: la promozione in Bundesliga. Come nuovo presidente subentra Gerhard Mayrofer. Nonostante alcuni nuovi (ma non rilevanti) acquisti, dopo poche partite è evidente che la squadra, continuando così, non potrà disputare un campionato di vertice. Dopo la sconfitta casalinga per 0-2 contro l'Sandhausen l'allenatore Alex Schmidt viene esonerato. Al suo posto subentra Friedhelm Funkel, già autore di ben cinque promozioni con cinque squadre diverse. All'inizio la squadra sembra giocare meglio, con maggiore fluidità, ma i risultati non cambiano. A gennaio arrivano il giovane attaccante giapponese Yūya Ōsako in prestito dai Kashima Antlers e il terzino Markus Steinhöfer, che precedentemente militava nel Basilea. Neanche i nuovi arrivati, però, riescono a cambiare le sorti del campionato del 1860. Si hanno, intanto, dei cambi in società: si dimettono infatti sia l'amministratore delegato sia il direttore sportivo, rimpiazzati poco dopo da due nuove persone che sembrano portare nuove idee per pianificare al meglio la stagione successiva. A poche giornate dalla fine anche Funkel viene esonerato e a guidare la squadra nelle ultime partite è l'allenatore in seconda. Il campionato si conclude con un deludente settimo posto e anche le presenze allo stadio continuano a calare.

## Rosa
| N. |                     | Ruolo | Calciatore          |
| -- | ------------------- | ----- | ------------------- |
| 1  | Ungheria (bandiera) | P     | Gábor Király        |
| 2  | Germania (bandiera) | D     | Moritz Volz         |
| 3  | Polonia (bandiera)  | D     | Grzegorz Wojtkowiak |
| 4  | Germania (bandiera) | D     | Kai Bülow           |
| 5  | Spagna (bandiera)   | D     | Guillermo Vallori   |
| 6  | Germania (bandiera) | C     | Dominik Stahl       |
| 7  | Germania (bandiera) | C     | Daniel Bierofka     |
| 9  | Giappone (bandiera) | A     | Yūya Ōsako          |
| 10 | Germania (bandiera) | C     | Moritz Stoppelkamp  |
| 11 | Germania (bandiera) | A     | Benjamin Lauth      |
| 13 | Turchia (bandiera)  | D     | Necat Aygün         |
| 14 | Croazia (bandiera)  | C     | Marin Tomasov       |
| 16 | Germania (bandiera) | A     | Stephan Hain        |
| 17 | Germania (bandiera) | D     | Sebastian Hertner   |
| 18 | Germania (bandiera) | A     | Andreas Neumeyer    |

| N. |                        | Ruolo | Calciatore            |
| -- | ---------------------- | ----- | --------------------- |
| 19 | Germania (bandiera)    | C     | Daniel Adlung         |
| 20 | Germania (bandiera)    | C     | Stefan Wannenwetsch   |
| 21 | Germania (bandiera)    | D     | Markus Steinhöfer     |
| 22 | Germania (bandiera)    | P     | Michael Netolitzky    |
| 23 | Stati Uniti (bandiera) | A     | Bobby Wood            |
| 25 | Germania (bandiera)    | C     | Andreas Geipl         |
| 26 | Germania (bandiera)    | D     | Christopher Schindler |
| 28 | Germania (bandiera)    | C     | Julian Weigl          |
| 29 | Germania (bandiera)    | C     | Yannick Stark         |
| 30 | Germania (bandiera)    | P     | Vitus Eicher          |
| 31 | Germania (bandiera)    | D     | Kodjovi Koussou       |
| 33 | Germania (bandiera)    | C     | Korbinian Vollmann    |
| 35 | Germania (bandiera)    | C     | Markus Schwabl        |
| 36 | Germania (bandiera)    | D     | Phillipp Steinhart    |

## Organigramma societario
Area tecnica
- Allenatore: Ricardo Moniz
- Allenatore in seconda: Denis Bushuev, Franz Hübl, Filip Tapalović, Markus von Ahlen
- Preparatore dei portieri: Kurt Kowarz
- Preparatori atletici:
- Analisi video:

## Calciomercato

### Sessione estiva
| Acquisti | Acquisti           | Acquisti        | Acquisti |
| R.       | Nome               | da              | Modalità |
| -------- | ------------------ | --------------- | -------- |
| C        | Daniel Adlung      | Energie Cottbus |          |
| A        | Stephan Hain       | Augusta         |          |
| D        | Sebastian Hertner  | Schalke 04 II   |          |
| P        | Michael Netolitzky | Monaco 1860 U19 |          |
| A        | Andreas Neumeyer   | Heimstetten     |          |
| C        | Markus Schwabl     | Unterhaching    |          |
| C        | Yannick Stark      | FSV Francoforte |          |

| Cessioni | Cessioni        | Cessioni          | Cessioni |
| R.       | Nome            | a                 | Modalità |
| -------- | --------------- | ----------------- | -------- |
| D        | Arne Feick      | Arminia Bielefeld |          |
| C        | Daniel Halfar   | Colonia           |          |
| C        | Grīgorīs Makos  | Anorthōsis        |          |
| D        | Malik Fathi     | Magonza           |          |
| A        | Ola Kamara      | Ried              |          |
| C        | Sebastian Maier | St. Pauli         |          |
| D        | Chris Wolf      | Elversberg        |          |
| A        | Markus Ziereis  | FSV Francoforte   |          |

### Sessione invernale
| Acquisti | Acquisti          | Acquisti        | Acquisti |
| R.       | Nome              | da              | Modalità |
| -------- | ----------------- | --------------- | -------- |
| C        | Andreas Ludwig    | Hoffenheim      |          |
| D        | Markus Steinhöfer | Real Betis      |          |
| A        | Yūya Ōsako        | Kashima Antlers |          |

| Cessioni | Cessioni   | Cessioni  | Cessioni |
| R.       | Nome       | a         | Modalità |
| -------- | ---------- | --------- | -------- |
| A        | Rob Friend | LA Galaxy |          |

## Risultati

### 2. Bundesliga

#### Girone di andata
| Arbitro: | Kinhöfer |

|         |           |  |
| Thy 80’ | Marcatori |  |

| Arbitro: | Fritz |

|                           |           |            |
| Lauth 55’ Stoppelkamp 90’ | Marcatori | 53’ Leckie |

| Arbitro: | Drees |

|                     |           |                      |
| Benschop 37’ (rig.) | Marcatori | 9’ Lauth 78’ Tomasov |

| Arbitro: | Meyer |

|                  |           |  |
| Roger 48’ (aut.) | Marcatori |  |

| Arbitro: | Kampka |

|            |           |  |
| Wemmer 71’ | Marcatori |  |

| Arbitro: | Rohde |

|  |           |                          |
|  | Marcatori | 12’ Hübner 40’ Jovanović |

| Aalen 13 settembre 2013, ore 18:30 CEST 7ª giornata | Aalen          | 0 – 0 referto | Monaco 1860 | Scholz-Arena (8 910 spett.)\| Arbitro: \| Steinhaus-Webb \| |
| Arbitro:                                            | Steinhaus-Webb |               |             |                                                             |

| Arbitro: | Willenborg |

|                                             |           |              |
| Stoppelkamp 23’ (rig.) Stark 27’ Friend 65’ | Marcatori | 79’ Sylvestr |

| Arbitro: | Kampka |

|                                  |           |  |
| Gaus 51’ Zoller 72’ Idrissou 82’ | Marcatori |  |

| Monaco di Baviera 6 ottobre 2013, ore 13:30 CEST 10ª giornata | Monaco 1860 | 0 – 0 referto | Energie Cottbus | Allianz Arena (16 100 spett.)\| Arbitro: \| Stegemann \| |
| Arbitro:                                                      | Stegemann   |               |                 |                                                          |

| Colonia 21 ottobre 2013, ore 20:15 CEST 11ª giornata | Colonia | 0 – 0 referto | Monaco 1860 | RheinEnergieStadion (48 300 spett.)\| Arbitro: \| Siebert \| |
| Arbitro:                                             | Siebert |               |             |                                                              |

| Arbitro: | Welz |

|                               |           |                 |
| Alibaz 15’ Vallori 22’ (aut.) | Marcatori | 85’ Stoppelkamp |

| Arbitro: | Dingert |

|            |           |                                     |
| Vallori 9’ | Marcatori | 2’ Poté 10’ Dedič 90’ (rig.) Aoudia |

| Arbitro: | Dankert |

|  |           |           |
|  | Marcatori | 57’ Stahl |

| Arbitro: | Weiner |

|           |           |  |
| Stahl 56’ | Marcatori |  |

| Arbitro: | Siebert |

|            |           |                      |
| Tasaka 35’ | Marcatori | 10’ Stahl 61’ Adlung |

| Arbitro: | Winkmann |

|                     |           |                       |
| Bülow 64’ Stahl 86’ | Marcatori | 74’ (rig.) Mattuschka |

#### Girone di ritorno
| Arbitro: | Dankert |

|  |           |                       |
|  | Marcatori | 43’ Nöthe 81’ Bartels |

| Arbitro: | Kempter |

|                      |           |                             |
| Leckie 21’ Yelen 71’ | Marcatori | 38’ (rig.), 90’ Stoppelkamp |

| Arbitro: | Kampka |

|           |           |              |
| Ōsako 63’ | Marcatori | 70’ Halloran |

| Arbitro: | Fischer |

|                        |           |  |
| Hofmann 20’ Quaner 88’ | Marcatori |  |

| Arbitro: | Schriever |

|                        |           |                     |
| Bierofka 81’ Ōsako 86’ | Marcatori | 5’ Vrančić 18’ Meha |

| Sandhausen 1º marzo 2014, ore 13:00 CET 23ª giornata | Sandhausen | 0 – 0 referto | Monaco 1860 | Hardtwaldstadion (5 300 spett.)\| Arbitro: \| Osmers \| |
| Arbitro:                                             | Osmers     |               |             |                                                         |

| Arbitro: | Christ |

|                                                |           |  |
| Stark 20’ Ōsako 21’ Ludwig 37’ Stoppelkamp 87’ | Marcatori |  |

| Arbitro: | Grudzinski |

|                            |           |                         |
| Sylvestr 49’ Benatelli 86’ | Marcatori | 2’ Wojtkowiak 90’ Ōsako |

| Arbitro: | Dankert |

|  |           |          |
|  | Marcatori | 55’ Gaus |

| Arbitro: | Bandurski |

|            |           |                      |
| Fetsch 25’ | Marcatori | 47’ Stahl 70’ Adlung |

| Arbitro: | Kircher |

|  |           |           |
|  | Marcatori | 85’ Finne |

| Arbitro: | Kinhöfer |

|  |           |                               |
|  | Marcatori | 19’ (rig.), 32’, 53’ Hennings |

| Arbitro: | Siebert |

|                                  |           |                               |
| Kempe 5’ Ouali 11’ Koch 20’, 44’ | Marcatori | 26’ (aut.) Losilla 89’ Adlung |

| Arbitro: | Wingenbach |

|                     |           |           |
| Adlung 4’ Bülow 72’ | Marcatori | 30’ Sahar |

| Arbitro: | Zwayer |

|           |           |                     |
| Azemi 21’ | Marcatori | 15’ Ōsako 90’ Bülow |

| Arbitro: | Rohde |

|                     |           |  |
| Ōsako 31’ Lauth 90’ | Marcatori |  |

| Arbitro: | Willenborg |

|              |           |                |
| Kohlmann 49’ | Marcatori | 17’ Wojtkowiak |

### Coppa di Germania
| Arbitro: | Osmers |

|                                             |                      |                                |
| Göhlert 90’                                 | Marcatori            | 50’ Stoppelkamp                |
| Krebs Schnatterer Mayer Niederlechner Heise | Tiri di rigore 3 – 4 | Lauth Stark Adlung Stoppelkamp |

| Arbitro: | Weiner |

|  |           |                                        |
|  | Marcatori | 105’ (rig.) Aubameyang 107’ Mxit'aryan |

## Statistiche

### Statistiche di squadra
| Competizione      | Punti | In casa | In casa | In casa | In casa | In casa | In casa | In trasferta | In trasferta | In trasferta | In trasferta | In trasferta | In trasferta | Totale | Totale | Totale | Totale | Totale | Totale | DR |
| Competizione      | Punti | G       | V       | N       | P       | Gf      | Gs      | G            | V            | N            | P            | Gf           | Gs           | G      | V      | N      | P      | Gf     | Gs     | DR |
| ----------------- | ----- | ------- | ------- | ------- | ------- | ------- | ------- | ------------ | ------------ | ------------ | ------------ | ------------ | ------------ | ------ | ------ | ------ | ------ | ------ | ------ | -- |
| 2. Bundesliga     | 48    | 17      | 8       | 3       | 6       | 21      | 19      | 17           | 5            | 6            | 6            | 17           | 22           | 34     | 13     | 9      | 12     | 38     | 41     | -3 |
| Coppa di Germania | -     | 1       | 0       | 0       | 1       | 0       | 2       | 1            | 0            | 1            | 0            | 1            | 1            | 2      | 0      | 1      | 1      | 1      | 3      | -2 |
| Totale            | 48    | 18      | 8       | 3       | 7       | 21      | 21      | 18           | 5            | 7            | 6            | 18           | 23           | 36     | 13     | 10     | 13     | 39     | 44     | -5 |

### Andamento in campionato
| Giornata  | 1  | 2 | 3 | 4 | 5 | 6 | 7 | 8 | 9 | 10 | 11 | 12 | 13 | 14 | 15 | 16 | 17 | 18 | 19 | 20 | 21 | 22 | 23 | 24 | 25 | 26 | 27 | 28 | 29 | 30 | 31 | 32 | 33 | 34 |
| --------- | -- | - | - | - | - | - | - | - | - | -- | -- | -- | -- | -- | -- | -- | -- | -- | -- | -- | -- | -- | -- | -- | -- | -- | -- | -- | -- | -- | -- | -- | -- | -- |
| Luogo     | T  | C | T | C | T | C | T | C | T | C  | T  | T  | C  | T  | C  | T  | C  | C  | T  | C  | T  | C  | T  | C  | T  | C  | T  | C  | C  | T  | C  | T  | C  | T  |
| Risultato | P  | V | V | V | P | P | N | V | P | N  | N  | P  | P  | V  | V  | V  | V  | P  | N  | N  | P  | N  | N  | V  | N  | P  | V  | P  | P  | P  | V  | V  | V  | N  |
| Posizione | 14 | 9 | 4 | 3 | 3 | 6 | 7 | 5 | 7 | 8  | 9  | 11 | 14 | 11 | 8  | 7  | 6  | 7  | 8  | 9  | 9  | 9  | 10 | 8  | 8  | 9  | 9  | 9  | 9  | 10 | 10 | 9  | 7  | 7  |

Legenda:

Luogo: C = Casa; T = Trasferta. Risultato: V = Vittoria; N = Pareggio; P = Sconfitta.

### Statistiche dei giocatori
| Giocatore       | 2. Bundesliga | 2. Bundesliga | 2. Bundesliga | 2. Bundesliga | Coppa di Germania | Coppa di Germania | Coppa di Germania | Coppa di Germania | Totale   | Totale | Totale      | Totale     |
| Giocatore       | Presenze      | Reti          | Ammonizioni   | Espulsioni    | Presenze          | Reti              | Ammonizioni       | Espulsioni        | Presenze | Reti   | Ammonizioni | Espulsioni |
| --------------- | ------------- | ------------- | ------------- | ------------- | ----------------- | ----------------- | ----------------- | ----------------- | -------- | ------ | ----------- | ---------- |
| D. Adlung       | 33            | 4             | 5             | 0             | 2                 | 0                 | 0                 | 0                 | 35       | 4      | 5           | 0          |
| N. Aygün        | 0             | 0             | 0             | 0             | 0                 | 0                 | 0                 | 0                 | 0        | 0      | 0           | 0          |
| D. Bierofka     | 9             | 1             | 1             | 0             | 0                 | 0                 | 0                 | 0                 | 9        | 1      | 1           | 0          |
| K. Bülow        | 25            | 3             | 3             | 1             | 2                 | 0                 | 0                 | 0                 | 27       | 3      | 3           | 1          |
| V. Eicher       | 0             | 0             | 0             | 0             | 0                 | 0                 | 0                 | 0                 | 0        | 0      | 0           | 0          |
| A. Feick        | 0             | 0             | 0             | 0             | 0                 | 0                 | 0                 | 0                 | 0        | 0      | 0           | 0          |
| R. Friend       | 10            | 1             | 1             | 0             | 2                 | 0                 | 0                 | 0                 | 12       | 1      | 1           | 0          |
| A. Geipl        | 0             | 0             | 0             | 0             | 0                 | 0                 | 0                 | 0                 | 0        | 0      | 0           | 0          |
| S. Hain         | 12            | 0             | 2             | 0             | 1                 | 0                 | 0                 | 0                 | 13       | 0      | 2           | 0          |
| S. Hertner      | 21            | 0             | 3             | 0             | 1                 | 0                 | 0                 | 0                 | 22       | 0      | 3           | 0          |
| G. Király       | 34            | 0             | 0             | 0             | 2                 | 0                 | 0                 | 0                 | 36       | 0      | 0           | 0          |
| K. Koussou      | 2             | 0             | 0             | 0             | 0                 | 0                 | 0                 | 0                 | 2        | 0      | 0           | 0          |
| B. Lauth        | 28            | 3             | 0             | 0             | 2                 | 0                 | 0                 | 0                 | 30       | 3      | 0           | 0          |
| A. Ludwig       | 10            | 1             | 0             | 0             | 0                 | 0                 | 0                 | 0                 | 10       | 1      | 0           | 0          |
| M. Netolitzky   | 0             | 0             | 0             | 0             | 0                 | 0                 | 0                 | 0                 | 0        | 0      | 0           | 0          |
| A. Neumeyer     | 0             | 0             | 0             | 0             | 0                 | 0                 | 0                 | 0                 | 0        | 0      | 0           | 0          |
| C. Schindler    | 26            | 0             | 3             | 0             | 2                 | 0                 | 1                 | 0                 | 28       | 0      | 4           | 0          |
| M. Schwabl      | 4             | 0             | 2             | 0             | 0                 | 0                 | 0                 | 0                 | 4        | 0      | 2           | 0          |
| D. Stahl        | 20            | 5             | 5             | 0             | 2                 | 0                 | 0                 | 1                 | 22       | 5      | 5           | 1          |
| Y. Stark        | 31            | 2             | 11            | 0             | 2                 | 0                 | 1                 | 0                 | 33       | 2      | 12          | 0          |
| P. Steinhart    | 0             | 0             | 0             | 0             | 0                 | 0                 | 0                 | 0                 | 0        | 0      | 0           | 0          |
| M. Steinhöfer   | 12            | 0             | 3             | 0             | 0                 | 0                 | 0                 | 0                 | 12       | 0      | 3           | 0          |
| M. Stoppelkamp  | 34            | 6             | 4             | 0             | 2                 | 1                 | 1                 | 0                 | 36       | 7      | 5           | 0          |
| M. Tomasov      | 15            | 1             | 0             | 0             | 1                 | 0                 | 0                 | 0                 | 16       | 1      | 0           | 0          |
| G. Vallori      | 30            | 1             | 4             | 0             | 0                 | 0                 | 0                 | 0                 | 30       | 1      | 4           | 0          |
| K. Vollmann     | 0             | 0             | 0             | 0             | 0                 | 0                 | 0                 | 0                 | 0        | 0      | 0           | 0          |
| M. Volz         | 17            | 0             | 2             | 0             | 2                 | 0                 | 1                 | 0                 | 19       | 0      | 3           | 0          |
| S. Wannenwetsch | 7             | 0             | 2             | 0             | 1                 | 0                 | 0                 | 0                 | 8        | 0      | 2           | 0          |
| J. Weigl        | 14            | 0             | 2             | 0             | 0                 | 0                 | 0                 | 0                 | 14       | 0      | 2           | 0          |
| G. Wojtkowiak   | 26            | 2             | 5             | 0             | 2                 | 0                 | 0                 | 0                 | 28       | 2      | 5           | 0          |
| B. Wood         | 21            | 0             | 3             | 0             | 1                 | 0                 | 0                 | 0                 | 22       | 0      | 3           | 0          |
| Y. Ōsako        | 15            | 6             | 2             | 0             | 0                 | 0                 | 0                 | 0                 | 15       | 6      | 2           | 0          |